# Owczary (powiat krakowski)
Owczary – wieś w Polsce położona w gminie Zielonki, w powiecie krakowskim, w województwie małopolskim.
W latach 1975–1998 miejscowość należała administracyjnie do województwa krakowskiego.

Integralne części miejscowości: Dolina, Międzygaj.

## Położenie
Owczary położone są na południowo-wschodnim krańcu Wyżyny Olkuskiej (341.32) należącej do makroregionu Wyżyna Krakowsko-Częstochowska (341.3), w podprowincji Wyżyna Śląsko-Krakowska (341). 
Większa część miejscowości położona jest w otulinie Dłubniańskiego Parku Krajobrazowego. Jedynie niewielkie fragmenty południowej i wschodniej części Owczar znajdują się na terenie tegoż parku krajobrazowego.
Pod względem administracyjnym wieś zlokalizowana jest w województwie małopolskim, w powiecie krakowskim, w północno-wschodniej części gminy Zielonki, około 12,5 km w linii prostej na północ od centrum Krakowa. Graniczy z następującymi miejscowościami (należącymi do czterech różnych gmin):
- Niebyła i Szczodrkowice (gmina Skała) od północy[b],
- Narama (gmina Iwanowice) od północnego wschodu,
- Michałowice (gmina Michałowice) od wschodu,
- Górna Wieś (gmina Michałowice) od wschodu i południa,
- Garliczka i Przybysławice (gmina Zielonki) od południowego zachodu,
- Brzozówka (gmina Zielonki) od zachodu.

Biorąc pod uwagę powierzchnię wynoszącą 407,72 ha Owczary są czwartą co do wielkości miejscowością gminy Zielonki, zajmującą 8,39% jej obszaru.
Najwyżej położony punkt wsi znajduje się w jej północno-zachodniej części, przy granicy z Brzozówką (ul. Ogrodowa), na wysokości około 393 m n.p.m., podczas gdy położony najniżej na jej krańcu południowym, w korycie potoku Garliczka (Naramka), w miejscu w którym przecina on granicę miejscowości, na wysokości około 274 m n.p.m.

## Demografia
Liczba mieszkańców Owczar stopniowo wzrasta - przekroczyła poziom 1000 osób w roku 2013 i osiągnęła poziom 1100 osób w roku 2024.
Źródła danych oraz rodzaje (nazwy) i terminy spisów, jeśli dostępne:
- 1787[11];
- 1789[11] – Lustracja dymów i podanie ludności;
- 1808[12] – Spis wojskowy ludności Galicji;
- 1921[13][d] – Pierwszy Powszechny Spis Ludności – dane na 30. września;
- 1988[14] – Narodowy Spis Powszechny 1988 – dane na 6. grudnia;
- 2002[14] – Narodowy Spis Powszechny Ludności i Mieszkań 2002 – dane na 20. maja;
- 2003, 2004 i 2006[15] oraz 2009–2024[1] – dane własne Urzędu gminy Zielonki na 31. grudnia danego roku.

## Zabytki
Obiekt wpisany do rejestru zabytków nieruchomych województwa małopolskiego.
- Zespół dworski: dwór, park, stawy.
 Znajduje się tam między innymi potężny dąb szypułkowy, najgrubszy w parku dworskim, o obwodzie 730 cm (w 2012)[17].